# Corynophyllus modestus
Corynophyllus modestus är en skalbaggsart som beskrevs av Blackburn 1888. Corynophyllus modestus ingår i släktet Corynophyllus och familjen Dynastidae. Inga underarter finns listade i Catalogue of Life.